# Blaiklock-Gletscher
Der Blaiklock-Gletscher ist ein Gletscher im ostantarktischen Coatsland. Er fließt in der Shackleton Range vom Turnpike Bluff zunächst nach Norden, dann nach Nordwesten zum Mount Provender und Mount Lowe.
Erstmals kartiert wurde er 1957 von Teilnehmern der Commonwealth Trans-Antarctic Expedition (1955–1958) unter der Leitung des britischen Polarforschers Vivian Fuchs. Benannt ist er nach Kenneth Victor Blaiklock (1927–2020), Leiter der Vorausmannschaft der Expedition und Geodät der Mannschaft, der bei der Forschungsreise die erstmalige Durchquerung des antarktischen Kontinents auf dem Landweg gelang.